# 밤의 여왕 (2013년 영화)
《밤의 여왕》은 2013년에 개봉한 대한민국의 로맨틱 코미디 영화이다.

## 캐스팅
- 김민정: 희주 역
- 천정명: 영수 역
- 김기방: 종배 역
- 이미도: 정태 엄마 역
- 이주원: 문숙 역
- 정민진: 성우 역
- 한보름: 장미 역
- 지대한: 노조위원장 역
- 윤진하: 사회자 역
- 강성호: 박 팀장 역
- 김아미: 안나 역
- 정용희: 신입 역
- 노강민: 정태 역
- 유재상: 어린 영수 역
- 남태부: 어린 성우 역
- 윤서진: 여사원 역
- 이동휘: 남사원 1 역
- 박철오: 남사원 2 역
- 김미우: 레스토랑종업원 역
- 천민희: 비전컴퍼니 비서 역
- 윤진하: 동창회 사회자 역
- 원현준: 동창회 친구 1 역
- 안세호  동창회 친구 2 역
- 안세하: 병장 역
- 양희명: 상병 역
- 우상기: 일병 역
- 이달: 이등병 역
- 최고은: 여기자 역
- 변정혜: 문숙후배 1 역
- 이청희: 문숙후배 2 역
- 김미승: 문숙후배 3 역
- 박성택: 파출소장 역
- 강석원: 순경 역
- 유용범: 타투샵 문신남 역
- 강해진: 커피숍 종업원 역
- 황재열: 양복 역
- 성인석: 당구장 남자 1 역
- 김태현: 가구공장 직원 역
- 칼리드: 흑인 1 역
- 킴비: 흑인 2 역
- 제이콥: 바이어 역
- 권정은: 속옷가게 점원 역
- 이예슬: 산부인과 간호사 역
- 신정운: 멀티방커필 남 역
- 방민선: 멀티방커플 여 역
- 박윤하: 동문회호텔 여 역
- 한정수: 이든 역(우정출연)
- 김성은: 지은 역(우정출연)
- 유인영: 영수 맞선녀 역(우정출연)
- 김정태: 산부인과 의사 역(특별출연)
- 박진영: 열쇠 수리공 역(특별출연)
- 배성우: 보안 팀장 역(특별출연)
- 김병옥: 파출소 취객 역(특별출연)